# David Kirkwood (homme politique)
David Kirkwood, 1er baron Kirkwood, (8 juillet 1872 – 16 avril 1955), est un homme politique écossais, syndicaliste et militant socialiste de l'East End de Glasgow, qui est député pendant près de 30 ans. et est une figure de proue de l'ère Red Clydeside.

## Biographie
David Kirkwood est né à Glasgow de John Kirkwood, un ouvrier, et de sa femme Jean. Il fait ses études à la Parkhead Public School, mais la quitte à 12 ans pour prendre un emploi et suit une formation d'ingénieur. Il s'implique en politique à travers son syndicat, l'Amalgamated Society of Engineers et le Parti travailliste socialiste, qu'il quitte en 1914 pour rejoindre le Parti travailliste indépendant (ILP). Il est reconnu pendant de nombreuses années comme le leader des ingénieurs écossais.
Kirkwood siège au Conseil commercial de Glasgow et est membre du Comité des travailleurs de Clyde (CWC) présidé par William Gallacher. Le CWC est né du conflit salarial des ingénieurs de Clyde en 1915. Jusqu'à sa suppression effective au début de 1916, il organise une opposition dans les usines aux politiques du ministère des Munitions en ce qui concerne les certificats de fin d'études et la dilution du travail. Kirkwood est le coordinateur des délégués syndicaux de Parkhead Forge de William Beardmore and Company, où, en janvier 1916, il contribue à obtenir un accord de dilution.
En mars 1916, à la suite d'une grève liée à la mise en œuvre de l'accord, Kirkwood est arrêté et déporté de Glasgow à Édimbourg, un événement qui augmente considérablement sa notoriété. Il retourne à Glasgow en 1917 et est employé comme contremaître à la Mile-End Shell Factory.
En janvier 1919, Kirkwood est largement associé à la grève des 40 heures. Batonné et arrêté avec William Gallacher et Emanuel Shinwell, lors d'une émeute à George Square, Glasgow, il est jugé pour incitation à l'émeute et acquitté. Aux élections générales de 1922, Kirkwood est élu député de Dumbarton Burghs. Il avait auparavant siégé pendant quatre ans au conseil municipal de Glasgow. Le 9 mai 1924, le président de la Chambre des communes ajourne le débat lorsque Kirkwood et James Maxton provoquent un tollé après que l'opposition ait rejeté le projet de loi sur l'autonomie écossaise de George Buchanan.
Kirkwood est l'une des figures de proue de l'ILP au Parlement alors qu'il entre de plus en plus en conflit avec le Parti travailliste. Aux élections générales de 1931, il est l'un des cinq députés de l'ILP élus sans le soutien du Parti travailliste. Cependant, lorsque l'ILP, avec le soutien de James Maxton, décide de se désaffilier du Parti travailliste en 1932, c'est un pas de trop pour Kirkwood, et il quitte l'ILP pour rejoindre le nouveau Parti socialiste écossais et reprend le poste de whip du Parti travailliste. Kirkwood publie son autobiographie, My Life of Revolt en 1935.
En janvier 1931, le paquebot Queen Mary est stationné dans la circonscription de Kirkwood sur la Clydebank par John Brown & Company pour la Cunard Line. Cependant, les travaux sont interrompus faute de fonds et les travailleurs sont licenciés le 11 décembre. Kirkwood fait campagne tout au long de 1932 pour sauver le navire et il sollicite l'aide du prince de Galles. Sa campagne réussit lorsque le gouvernement britannique adopte le North Atlantic Shipping Act 1934, qui comprend un prêt gouvernemental à l'entreprise de 9 500 000 £ et que le Queen Mary soit achevé en 1934.
5 millions de livres sterling du prêt du gouvernement sont destinés au navire jumeau du Queen Mary, le Queen Elizabeth. Lorsque le Queen Elizabeth est construit en 1936, le président de Cunard, Percy Bates, écrit à Kirkwood : « Votre part de responsabilité est peut-être plus grande que vous ne le pensez. Ils n'auraient peut-être pas eu le courage d'emprunter de l'argent sans votre croyance dans les hommes de la Clyde".
Kirkwood est un partisan du Home Rule pour l'Écosse. En 1935, Gilbert McAllister déclare que Kirkwood, « courtois envers tous les hommes mais ne s'inclinant devant aucun, partage ses affections entre le porridge et la politique, la Bible et Burns, le Home Rule écossais et le socialisme, sa famille et « mon  à Clydebank ».
Kirkwood devient conseiller privé en 1948. Lorsque sa circonscription est abolie lors des élections générales de 1950, il est élu dans la nouvelle circonscription d'East Dunbartonshire. Il quitte les Communes en 1951 et est créé baron Kirkwood de Bearsden le 22 décembre 1951. Kirkwood est décédé le 16 avril 1955, à l'âge de 82 ans,.